# Araras (São Paulo)
Araras é um município brasileiro do estado de São Paulo. Sua população de acordo com o Censo 2022 (IBGE) era de 130.866 habitantes.

## História

### Origem
O primeiro registro do povoado foi em 1818, através de uma sesmaria de légua e meia, formada pelas bacias hidrográficas do rio Mogi, ribeirão Itapura e ribeirão das Araras, em terras pertencentes ao município de Porto Feliz, que em 1821 passaram a pertencer ao município de Constituição (atual Piracicaba).
Em 1862, o proprietário da sesmaria erguia a primeira capela de Nossa Senhora do Patrocínio das Araras, rodeada de algumas casas. A inauguração foi em 15 de agosto de 1862, dia da Padroeira.
"Já a cidade de Araras teve os seus primeiros registros no século XVIII, a partir de 19 de maio de 1865, quando Bento Lacerda Guimarães (Barão de Araras) e José de Lacerda Guimarães (Barão de Arary) considerados os fundadores de Araras, doaram terrenos para a construção da Igreja Nossa Senhora do Patrocínio, padroeira da cidade. A origem do nome Araras, é em conseqüência de inúmeras araras que habitavam o Ribeirão das Furnas.

No dia 24 de março de 1871, a “capela” foi elevada a Vila pela Lei nº 29, dando início à construção do município. Por causa da emancipação política de Araras, o dia 24 de março ficou marcado como a data do aniversário da cidade."
A primeira eleição de vereadores foi em 07 de setembro de 1872. O município foi instalado em 07 de janeiro de 1873, com a constituição da 1ª Câmara Municipal, e em 02 de abril de 1879 foi elevada à categoria de cidade.
As grandes fazendas de lavoura de café predominavam na cidade e eram responsáveis pelo progresso que surgia na região. Em abril de 1877, os trilhos da Companhia Paulista de Estrada de Ferro eram a principal forma de escoamento da produção agrícola da região, o que acelerou o progresso da cidade.
A imigração foi grande influenciadora na formação da população de Araras. Com o ciclo do café, italianos, portugueses, suíços e alemães se incorporaram à vida econômica que vinha sofrendo prejuízo com a falta de mão de obra na lavoura devido à abolição da escravatura.
Logo no início do século XX a cidade foi pioneira com a primeira comemoração ecológica do país, a Festa das Árvores, em 7 de junho de 1902. Também foi nessa época que se iniciou a atividade que atualmente ainda movimenta a maior quantidade de divisas na cidade: a monocultura de cana-de-açúcar. Inicialmente, o cultivo era voltado para a produção de açúcar, mas hoje a maior parte das colheitas são destinadas à produção de etanol (álcool combustível).
A instalação da primeira fábrica da Nestlé no Brasil foi em Araras, em 1921, sendo, à época, a segunda maior, menor apenas do que a sede em Vevey, Suíça. Até hoje, a multinacional suíça representa um dos maiores contribuintes para as receitas do município, além de criar muitos empregos.

### Fundadores de Araras
Bento de Lacerda Guimarães e Jose de Lacerda Guimarães, fundadores de Araras, eram filhos de Antonio de Lacerda Guimarães e Maria Franco, lavradores em Belém de Jundiaí (hoje Itatiba).
Em dezembro de 1847, os irmãos contraíram matrimonio, o primeiro com Manoela Assis de Cássia, e o segundo com Clara Miquelina de Jesus, filhas de Alferes Franco, possuidor de uma das maiores fortunas da época, sendo que parte de seu patrimônio localizava-se em Araras.
Após o casamento os irmãos concretizaram a sociedade Lacerda & Irmãos cujo objetivo principal era a cultura de café, nos sítios Montevidéu (hoje Fazenda Montevidéu) e Bocaina.

### Comemoração dos 150 anos
Em 2012 Araras completou 150 anos de fundação e 145 anos da emancipação político-administrativa em relação ao município de Limeira. Em comemoração as datas, a 25 de março de 2012 a Orquestra Sinfônica de Ribeirão Preto apresentou-se na cidade. O evento reuniu mais de 7 mil pessoas na Praça Barão de Araras e Largo da Basílica.

### Formação territorial-administrativa
Histórico da formação do município:
- Capela de Nossa Senhora do Patrocínio das Araras elevada à categoria de freguesia, pertencente ao município de Limeira, pela Lei nº 42, de 12/07/1869.
- Elevada à categoria de vila a freguesia de Nossa Senhora do Patrocínio das Araras pela Lei nº 29, de 24/03/1871.
- Elevada à categoria de cidade com a atual denominação, pela Lei nº 27, de 02/04/1879.

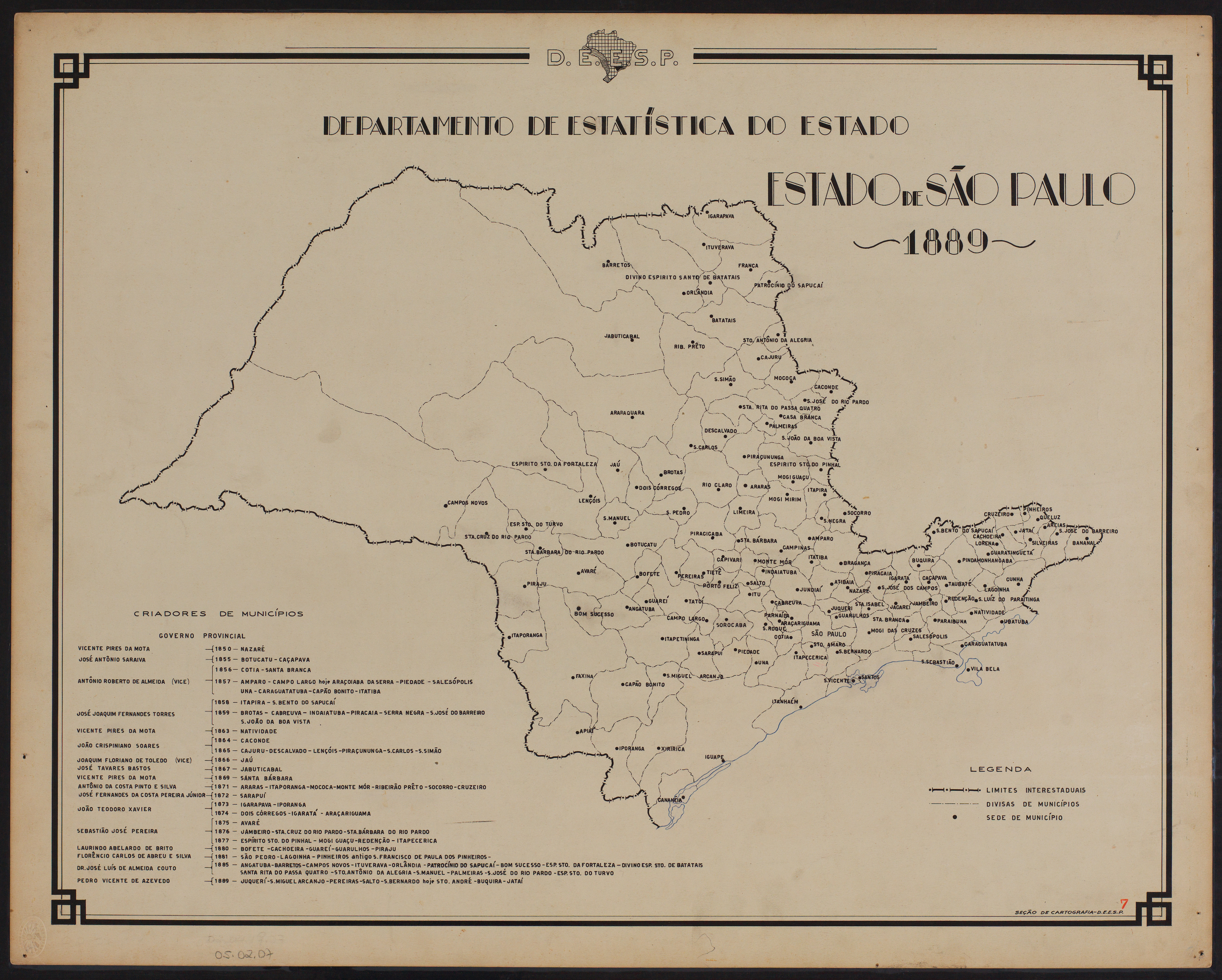
Estado de São Paulo (1889).

## Geografia
Localiza-se a uma latitude 22º21'25" sul e a uma longitude 47º23'03" oeste, estando a uma altitude de 646 metros. Possui uma área de 644,831 km².

### Hidrografia
- O município é banhado pelo Rio Mogi Guaçu.

### Rodovias

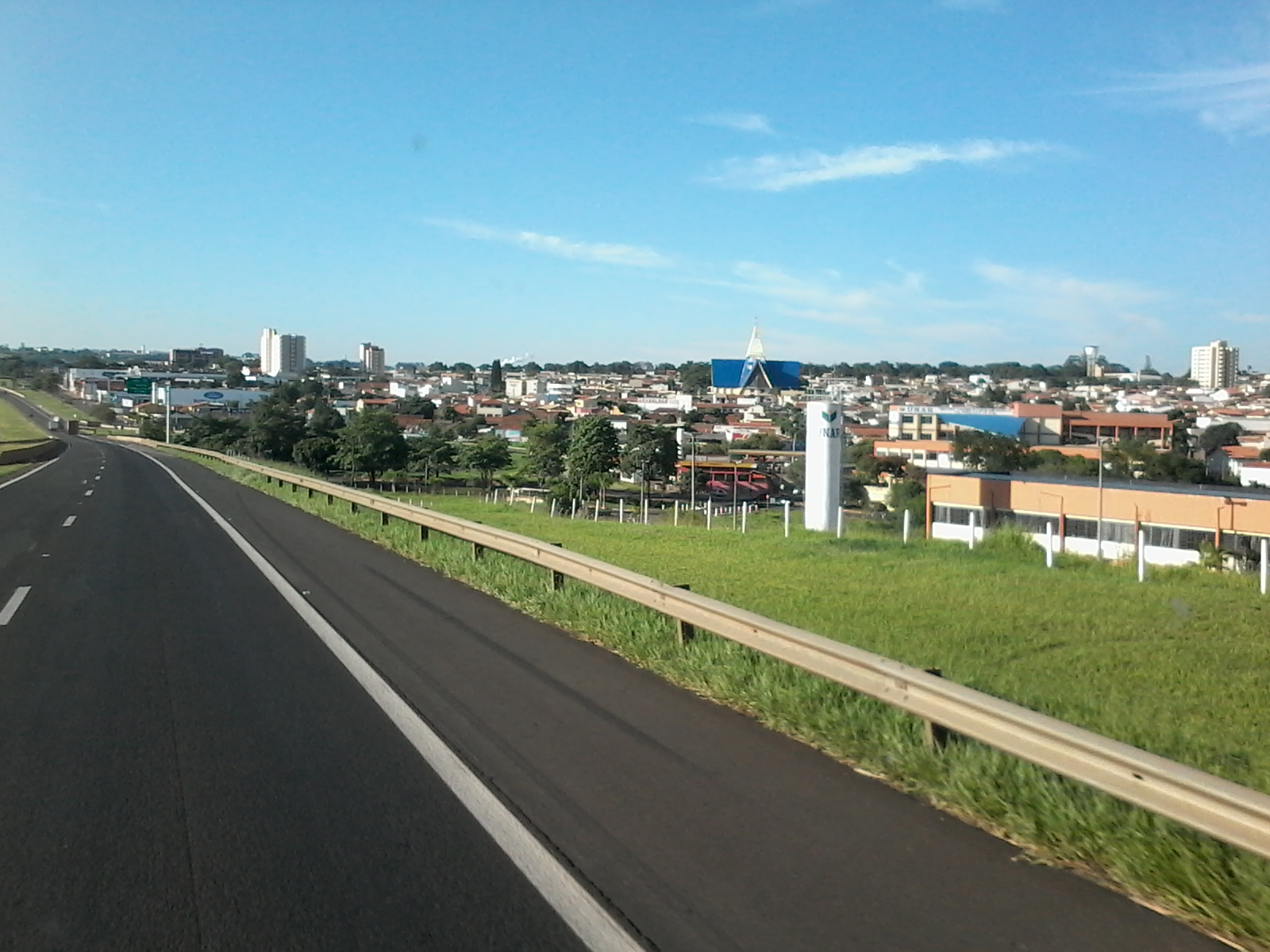
Trecho da cidade visto da Rodovia Anhanguera.

Os principais acessos à cidade são:
- SP-330 - Rodovia Anhanguera
- SP-191 - Rodovia Wilson Finardi

## Demografia

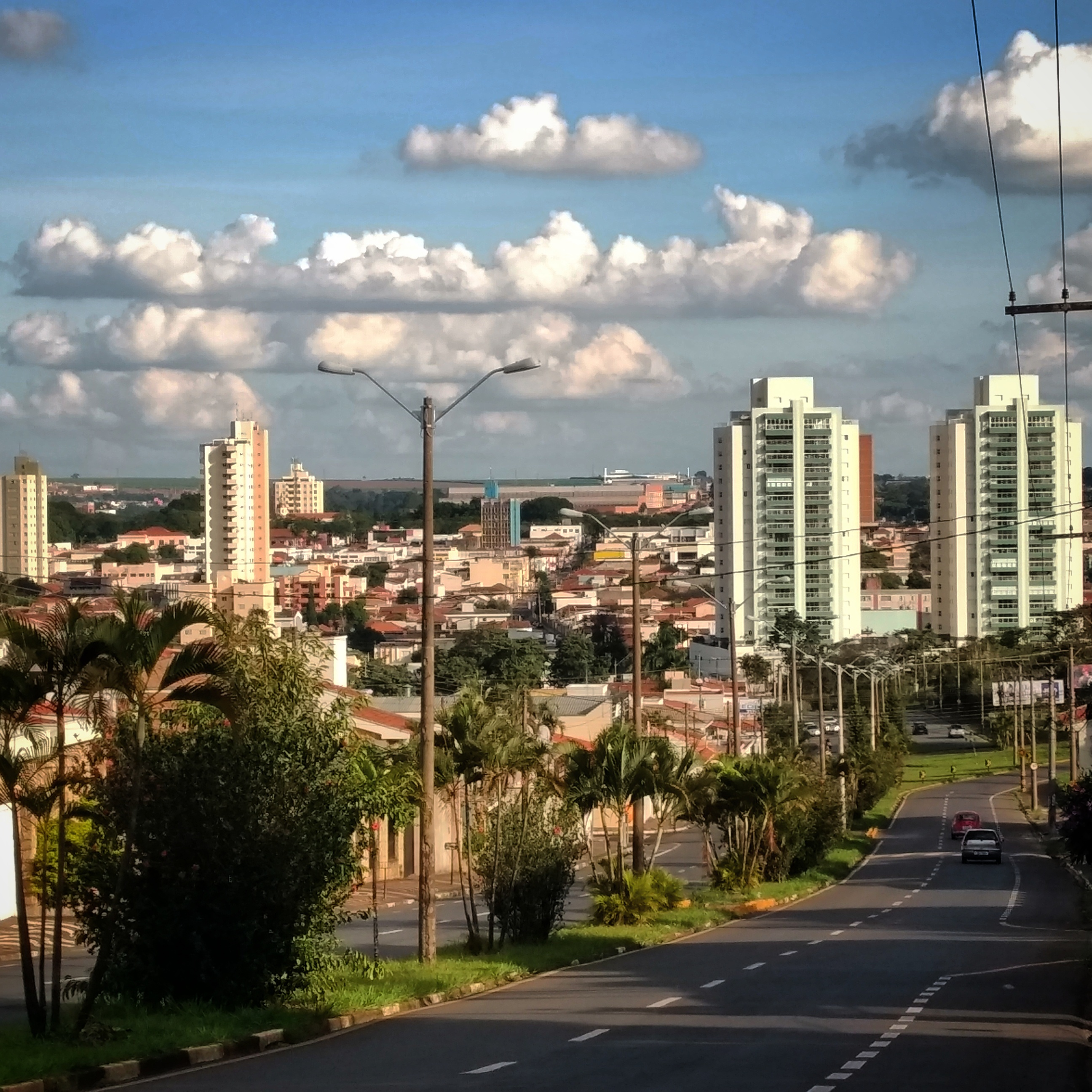
Vista parcial do centro de Araras a partir da Av. Maria Aparecida Muniz Michielin, zona norte da cidade.

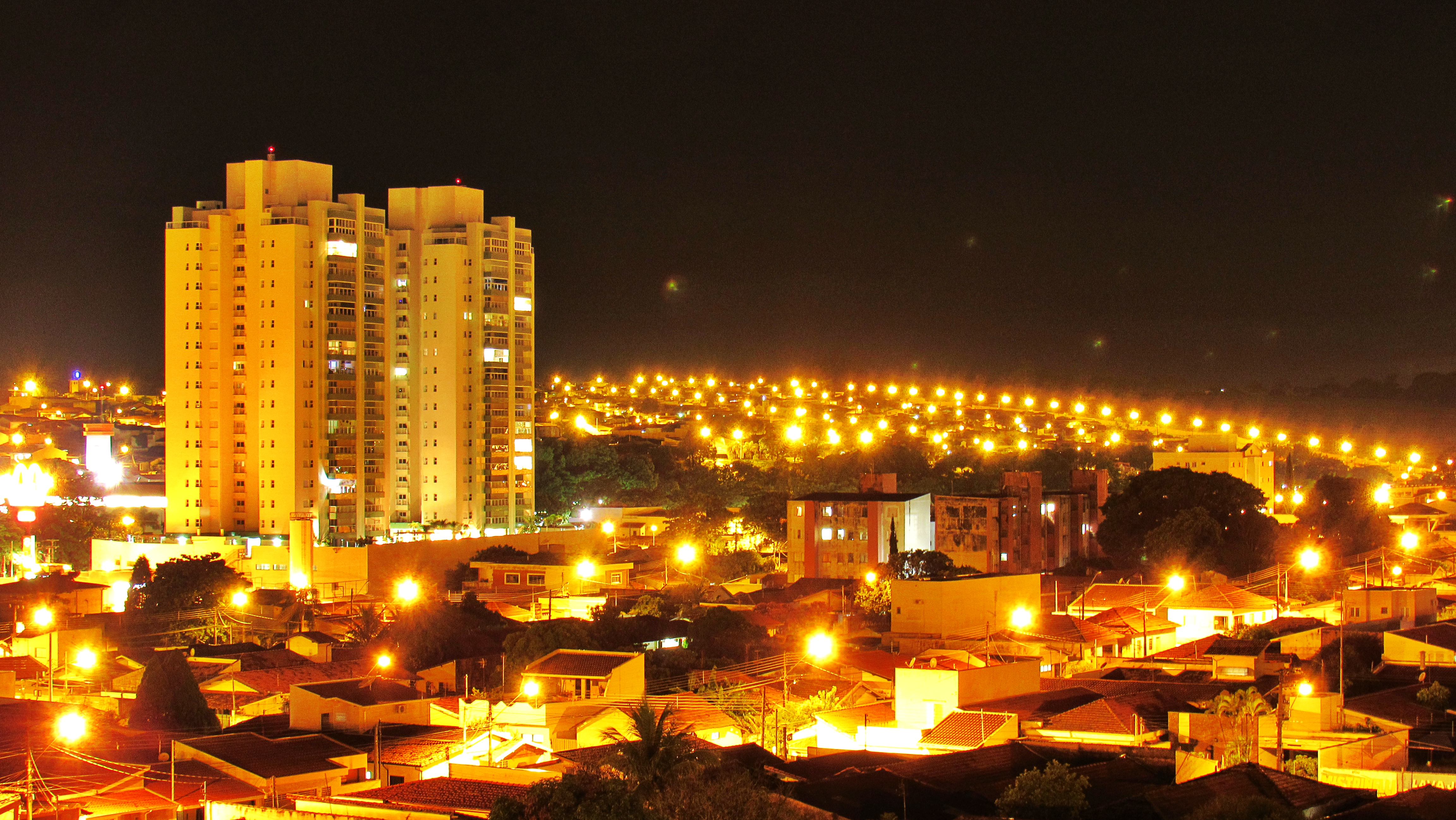
Vista noturna da cidade.

### População
| Crescimento populacional                             | Crescimento populacional | Crescimento populacional | Crescimento populacional |
| Ano                                                  | População Total          |                          | %±                       |
| ---------------------------------------------------- | ------------------------ | ------------------------ | ------------------------ |
| 1872                                                 | 5 495                    |                          |                          |
| 1890                                                 | 9 355                    |                          | 70,2%                    |
| 1900                                                 | 11 663                   |                          | 24,7%                    |
| 1910                                                 | 21 574                   |                          | 85,0%                    |
| 1920                                                 | 25 613                   |                          | 18,7%                    |
| 1925                                                 | 28 003                   |                          | 9,3%                     |
| 1934                                                 | 24 234                   |                          | −13,5%                   |
| 1937                                                 | 25 908                   |                          | 6,9%                     |
| 1940                                                 | 22 614                   |                          | −12,7%                   |
| 1946                                                 | 23 970                   |                          | 6,0%                     |
| 1950                                                 | 28 599                   |                          | 19,3%                    |
| 1958                                                 | 34 108                   |                          | 19,3%                    |
| 1960                                                 | 39 102                   |                          | 14,6%                    |
| 1970                                                 | 53 422                   |                          | 36,6%                    |
| 1980                                                 | 65 010                   |                          | 21,7%                    |
| 1991                                                 | 87 459                   |                          | 34,5%                    |
| 2000                                                 | 104 196                  |                          | 19,1%                    |
| 2010                                                 | 118 843                  |                          | 14,1%                    |
| 2022                                                 | 130 866                  |                          | 10,1%                    |
| Est. 2024                                            | 135 331                  | [ 19 ]                   | 3,4%                     |
| Fontes: Censos Demográficos IBGE e Estimativas SEADE |                          |                          |                          |

## Política e administração

### Instabilidade política
A cidade de Araras sofreu uma grande instabilidade política em 2 eleições. Na primeira, ocorrida no ano de 2008, foi eleito prefeito Pedrinho Eliseu Filho (PSDB), que logo mais perderia seu cargo de chefe do executivo. Assim, assumiu a prefeitura o presidente da câmara municipal, na época Dr. Nelson Dimas Brambilla, que foi reeleito nas eleições de 2012.
Nas eleições de 2016, mesmo sabendo que não poderia participar da eleição devido a Lei da Ficha Limpa, o candidato cassado em 2009 concorreu à prefeitura, vencendo com 42% dos votos, mas teve o registro de candidatura cassado dois meses após a eleição. Pedrinho Eliseu Filho assumiu o cargo, amparado por uma liminar, mas um ano e 4 meses depois, em maio de 2018, a liminar concedida pelo ministro Gilmar Mendes foi derrubada pelo Tribunal Superior Eleitoral e assim foi convocada uma eleição suplementar no dia 28 de outubro de 2018, que elegeu Júnior Franco do Democratas como prefeito.

## Economia
A economia de Araras é baseada na agroindústria. A mais antiga e maior planta industrial da Nestlé Brasil está localizada na cidade, onde estabeleceu-se em 1921. O Grupo Usina São João S/A, com mais de 60 anos de atividades, também compõe a base da economia local.
No entanto, a atividade econômica de Araras vem se diversificando ao longo dos anos, e hoje a riqueza produzida no município vem de empresas de diversos segmentos e da agricultura, pecuária, comércio e prestação de serviços.
São fabricantes de alimentos, insumos, laminações, indústrias moveleiras, metalúrgicas, químicas, tecelagens e promissores empreendimentos no setor ceramista.

## Infraestrutura

### Comunicações

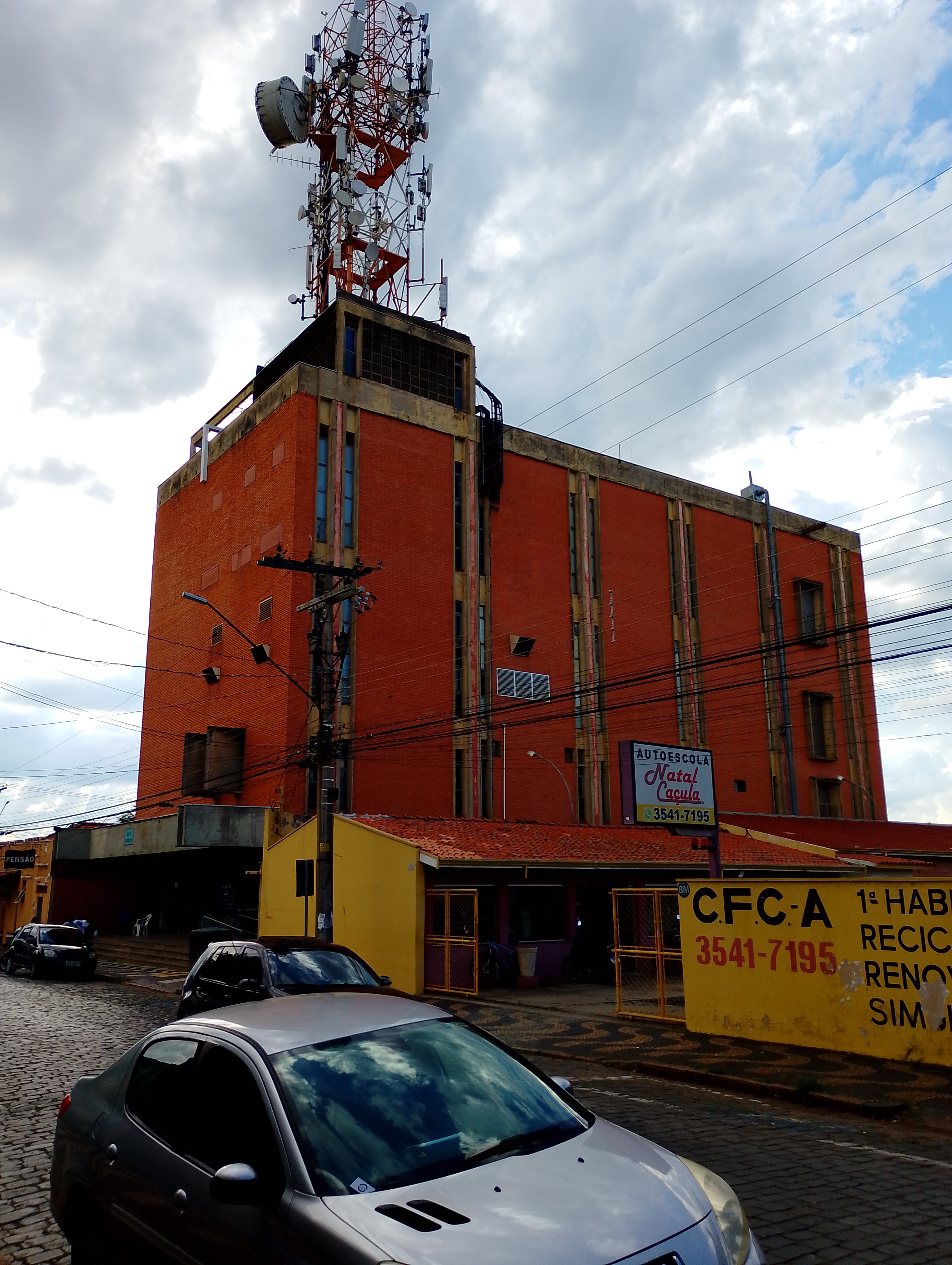
Central telefônica de Araras.

A cidade era atendida pela Empresa Telefônica Ararense (ETASA), que inaugurou o sistema de telefones automáticos na cidade em 1960. Em 1976 passou a ser atendida pela Telecomunicações de São Paulo (TELESP), que inaugurou a central telefônica utilizada até os dias atuais e implantou o sistema de discagem direta à distância (DDD) em 1977, com o código de área (0195).
Em 1996 o código DDD da cidade foi alterado para (019), para padronização do sistema telefônico com a telefonia celular que estava sendo implantada em todo o estado.

### Energia
A concessionária de energia elétrica que atende o município é a Neoenergia Elektro, antiga CESP.

### Saneamento
O serviço de abastecimento de água é feito pelo Serviço de Água, Esgoto e Meio Ambiente do Município de Araras (SAEMA).

### Transportes
Transporte Coletivo
O transporte coletivo urbano é de responsabilidade do TCA, Serviço Municipal de Transporte Coletivo de Araras, criado em 1984. Os ônibus, microônibus e ônibus articulados são aparelhados com sistema de bilhetagem e catracas eletrônicas.
Estação rodoviária
A Estação Rodoviária "Padre João Modesti" foi inaugurada em 1986, possuindo uma estrutura ampla que facilita a organização e acessibilidade na hora do embarque e desembarque. A Rodoviária de Araras conta com serviços de ponto de táxi, telefone público, guarda volumes, praça de alimentação, monitoramento de câmeras de segurança entre outros. É servida por várias empresas que atendem principalmente São Paulo, Campinas, Ribeirão Preto, Limeira, Leme, dentre outros municípios da região.
Aeroporto municipal

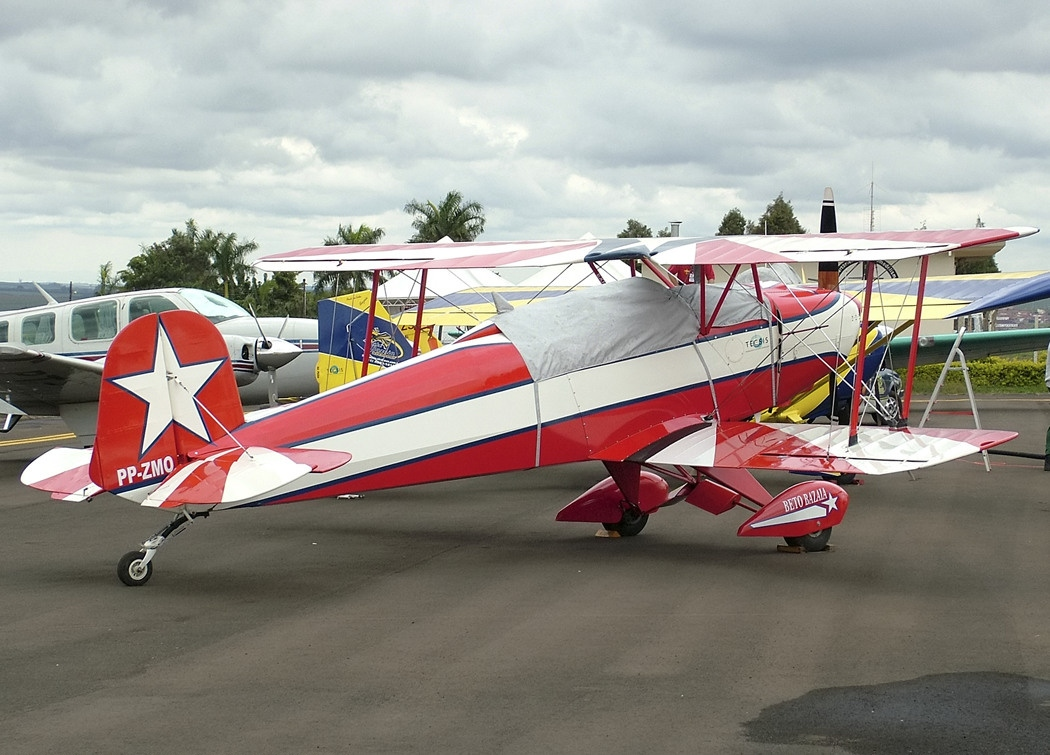
Expo Aero Brasil no aeroporto.

O Aeroporto Municipal "Armando Américo Fachini" ocupa uma área total de 14 alqueires, com 1.150 metros de pista asfaltada e 30 metros de largura, o que possibilita o pouso e decolagem de aviões de pequeno e médio porte. Além disso, o aeroporto dispões de oito hangares.
Transporte ferroviário
O município de Araras era cortado em grande parte pelo Ramal de Descalvado da antiga Companhia Paulista de Estradas de Ferro, um importante ramal ferroviário que o ligava às cidades de Cordeirópolis e Descalvado. Esse ramal foi por muitos anos um dos principais escoadores da produção cafeeira e leiteira da região, lhe garantindo grandes impulsos econômicos desde sua inauguração em 1877.
O transporte de passageiros no ramal ferroviário esteve em operação até o ano de 1977, quando foi desativado. O transporte de cargas também seria desativado logo posteriormente, porém um trecho da ferrovia era utilizado pela marca Nestlé, que detinha uma fábrica ao lado da Estação Ferroviária da cidade, onde descarregava óleos combustíveis até 1990. Durante toda a década de 90, o ramal ferroviário permaneceu abandonado, apesar de ainda pertencer à antiga Fepasa. No final do ano de 2002, os trilhos foram retirados da cidade.

### Educação

#### Nível superior
- Universidade Federal de São Carlos - UFSCar.[36]
- Centro Universitário da Fundação Hermínio Ometto (Uniararas).[37]
- Centro Universitário de Araras Dr. Edmundo Ulson (Unar).[38]
- Faculdade São Leopoldo Mandic - Araras.[39]
- Faculdade de Tecnologia do Estado de São Paulo - Fatec Araras.[40]

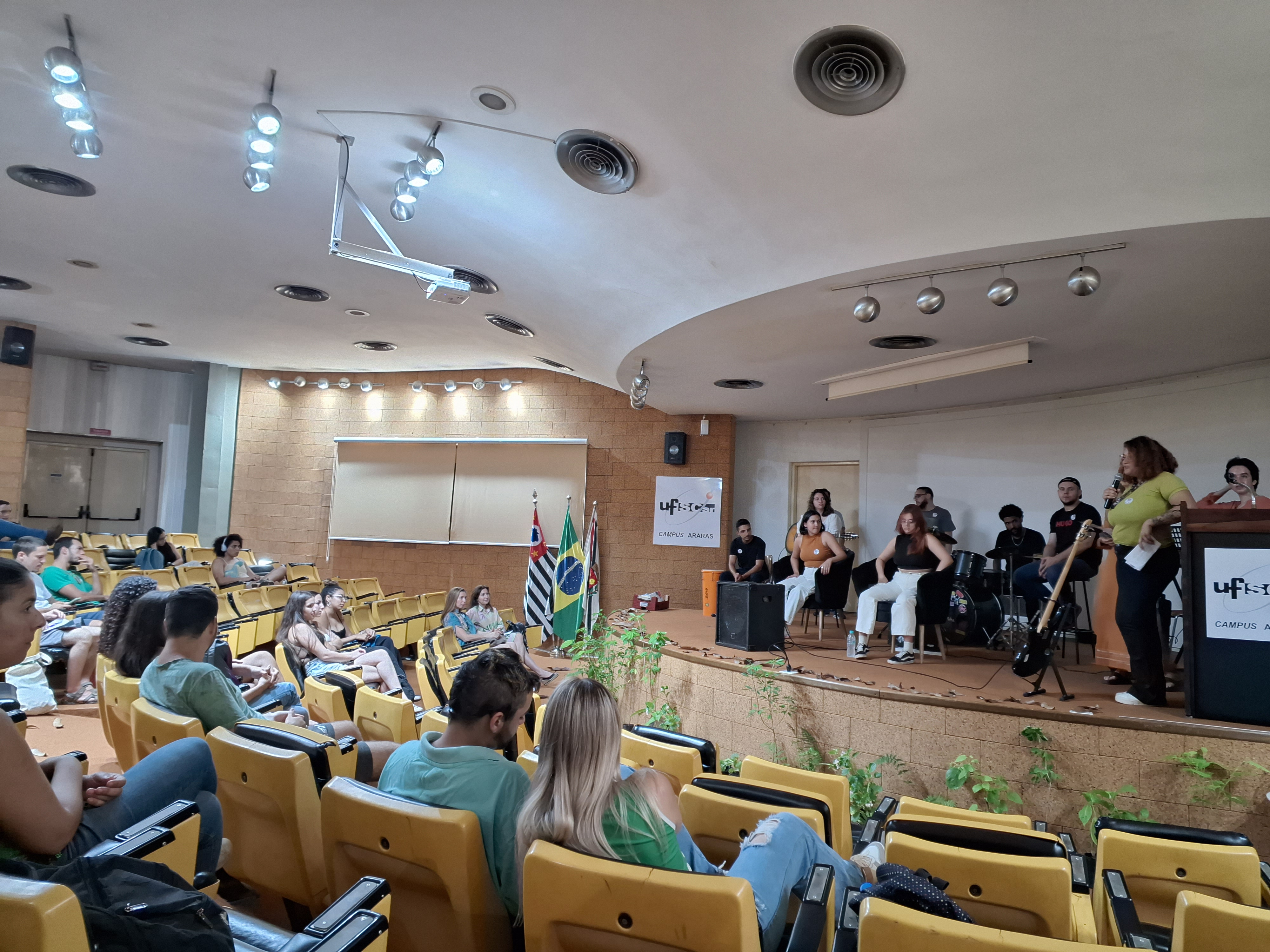
Evento na UFSCar Araras.

Como destaque, Araras possui um campus da Universidade Federal de São Carlos (UFSCar). Localizado no antigo Instituto do Açúcar e do Álcool, vindo a ser transformado no segundo campus da UFSCAR em 1991. O Campus Araras fica a 170 km da capital paulista, na Rodovia Anhanguera (km 174), e possui 243 hectares, sendo quase 50 mil m² em área construída. Teve início quando foi incorporado o Programa Nacional de Melhoramento Genético de Cana de Açúcar (Planalsucar) à UFSCar.
Neste Campus está o Centro de Ciências Agrárias (CCA), no qual existem seis cursos de graduação - Engenharia Agronômica; Bacharelado em Biotecnologia; Bacharelado em Agroecologia; Licenciatura em Física; Licenciatura em Ciências Biológicas; e Licenciatura em Química; quatro programas de pós-graduação - Agricultura e Ambiente; Agroecologia e Desenvolvimento Rural; Produção Vegetal e Bioprocessos Associados; Educação em Ciências e Matemática; além de cursos de especialização.

## Cultura e lazer

### Parque Municipal “Fábio da Silva Prado”

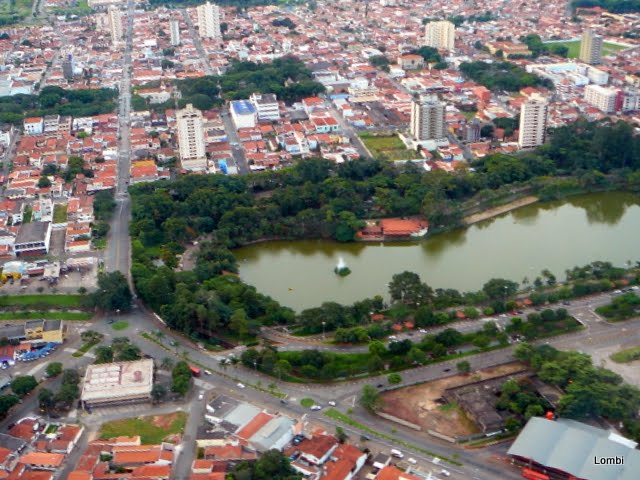
Vista aérea do lago.

Localizado na região central da cidade, o “Lago” como é conhecido, conta com extensa área de playground, passeio arborizado, fonte interativa, jardim sensorial, espaço para atividade física, ciclovia, lago de carpas, área para apresentações culturais, pedalinho, cascata, quadras de beach tennis, ciclovia e quiosques para utilização do público em geral.

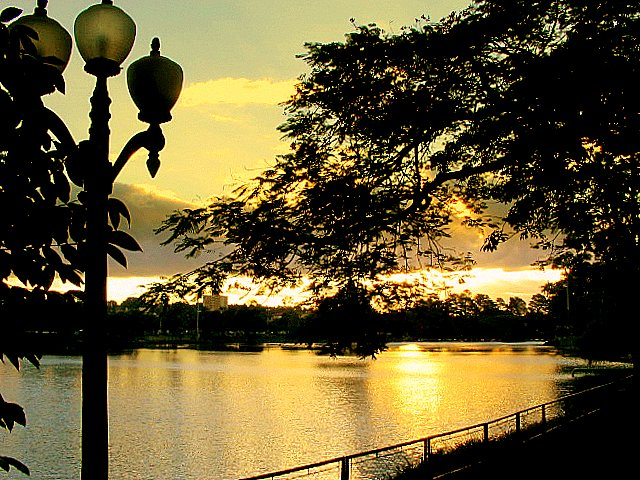
Entardecer no lago.

Possui ainda restaurante e choperia com vista para o lago além de abrigar o CRAS – Centro de Reabilitação de Aves Silvestre que funciona como também como Centro de Educação ambiental.

### Parque Ecológico e Cultural “Gilberto Ruegger Ometto”
Possui estrutura para diversos tipos de eventos. É onde acontece toda semana a Feira do Agricultor, com produtores rurais, food trucks e música ao vivo. Conta com área de lazer que inclui lagos para pesca, playground, espaços arborizados para descanso, piquenique, atividades físicas e boulevard que oferece variadas opções gastronômicas.

### Teatro Estadual de Araras “Maestro Francisco Paulo Russo”
O Teatro foi projetado pelo arquiteto Oscar Niemeyer e é considerado o mais importante equipamento cultural do município e região. A curadoria do Teatro busca fortalecer a identidade do público com o espaço, acolhendo propostas de artistas e grupos locais e regionais. Possui uma agenda movimentada com apresentações de espetáculos de dança, peças de teatro e stand up comedy.

### Praça Barão de Araras

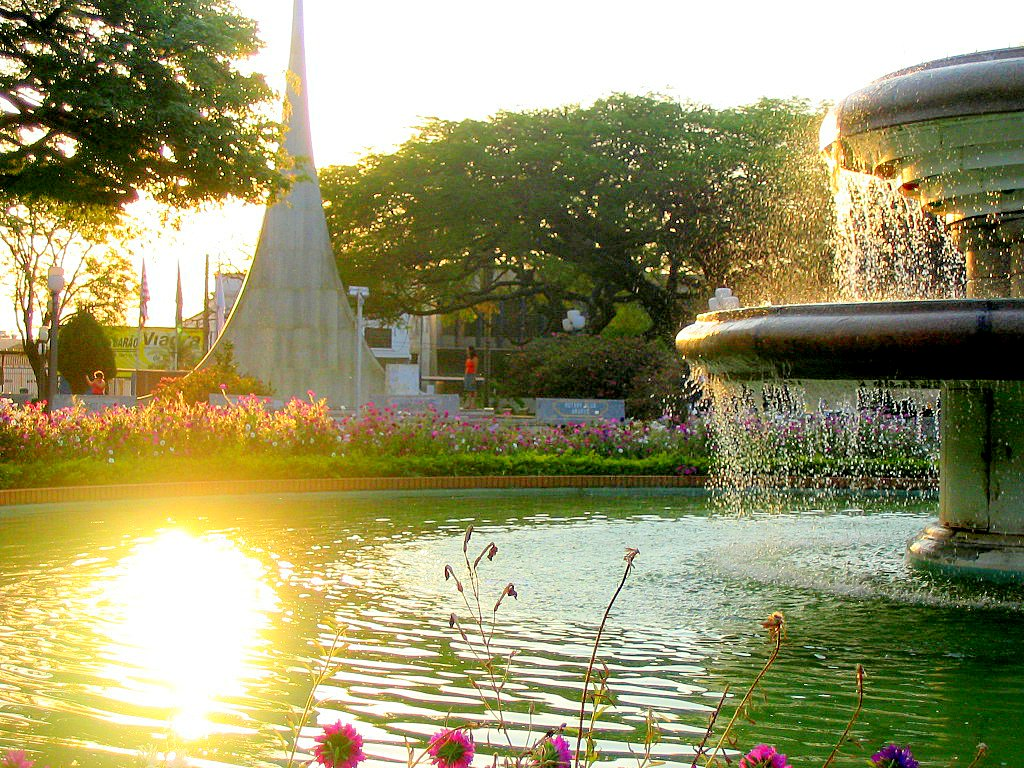
Praça Barão de Araras.

Em 15 de novembro de 1894 ocorreu a iniciativa da construção do Jardim Público. O terreno ocupava uma área de 200 x 200m e destacava-se em seu interior um repuxo de água que jorrava em cascata e um moinho de vento construído pelo imigrante Frederico Ruegger.

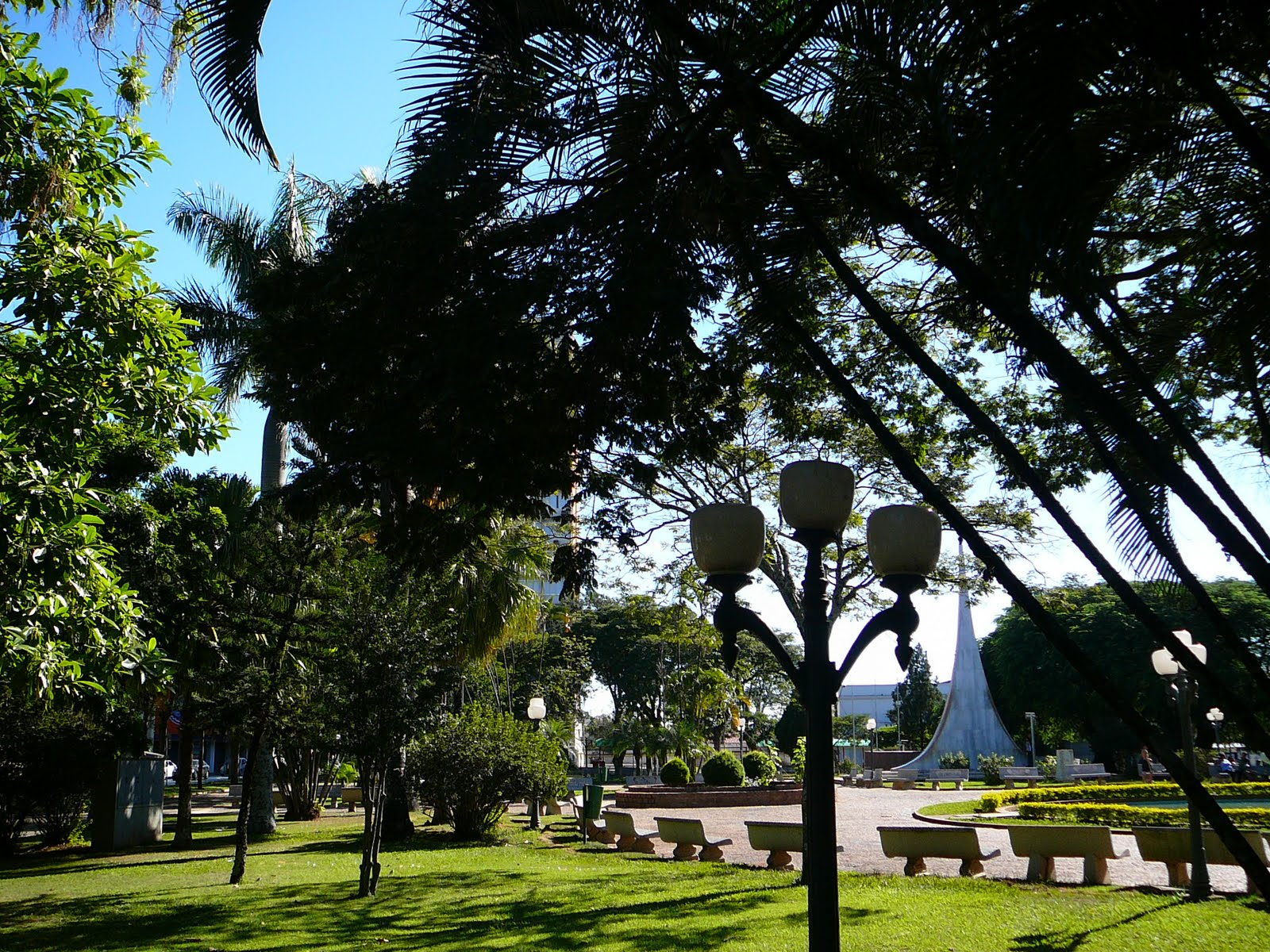
Outro aspecto da praça.

Em 1901 houve a primeira intervenção com a construção de um coreto (em formato de cogumelo) por Otávio Monti. Em 1913 ocorreu uma remodelação com construção de passeios exteriores e arborização adequada. Em 1927 o urbanista e paisagista Albert Hubert Donat Agache foi chamado para remodelação do Jardim Público abrangendo quatro quadras.
Em 1941 é contratado o paisagista e engenheiro Hans Schimidt para conduzir a reforma de ajardinamento. Na gestão de Hermínio Ometto a praça de 40 mil m², foi novamente remodelada, e assim permanece até hoje. Foi tombada pelo Município em 1989 e o tombamento inclui todo o contorno e seu conteúdo (monumentos, estátuas, lagos, árvores, fontes, coretos e bancos).

### Praça Monsenhor “Paschoal Francisco Quércia” – Calçadão
O Calçadão, como é popularmente conhecido, é um marco da cidade com sua arquitetura preservada e comércio tradicional. Abriga o Solar Benedita Nogueira, que funciona como o Museu Casa da Memória, e o Casarão, sede do Centro de Operações Integradas (COI). Além disso, conta com a gruta da Nossa Senhora de Lourdes e o Cine Santa Helena. O local é tombado pelo Comphac e leva o nome do renomado pároco ararense, o Cônego Monsenhor Quércia.

### Casa da Cultura “Emílio Silvestre Wolff”

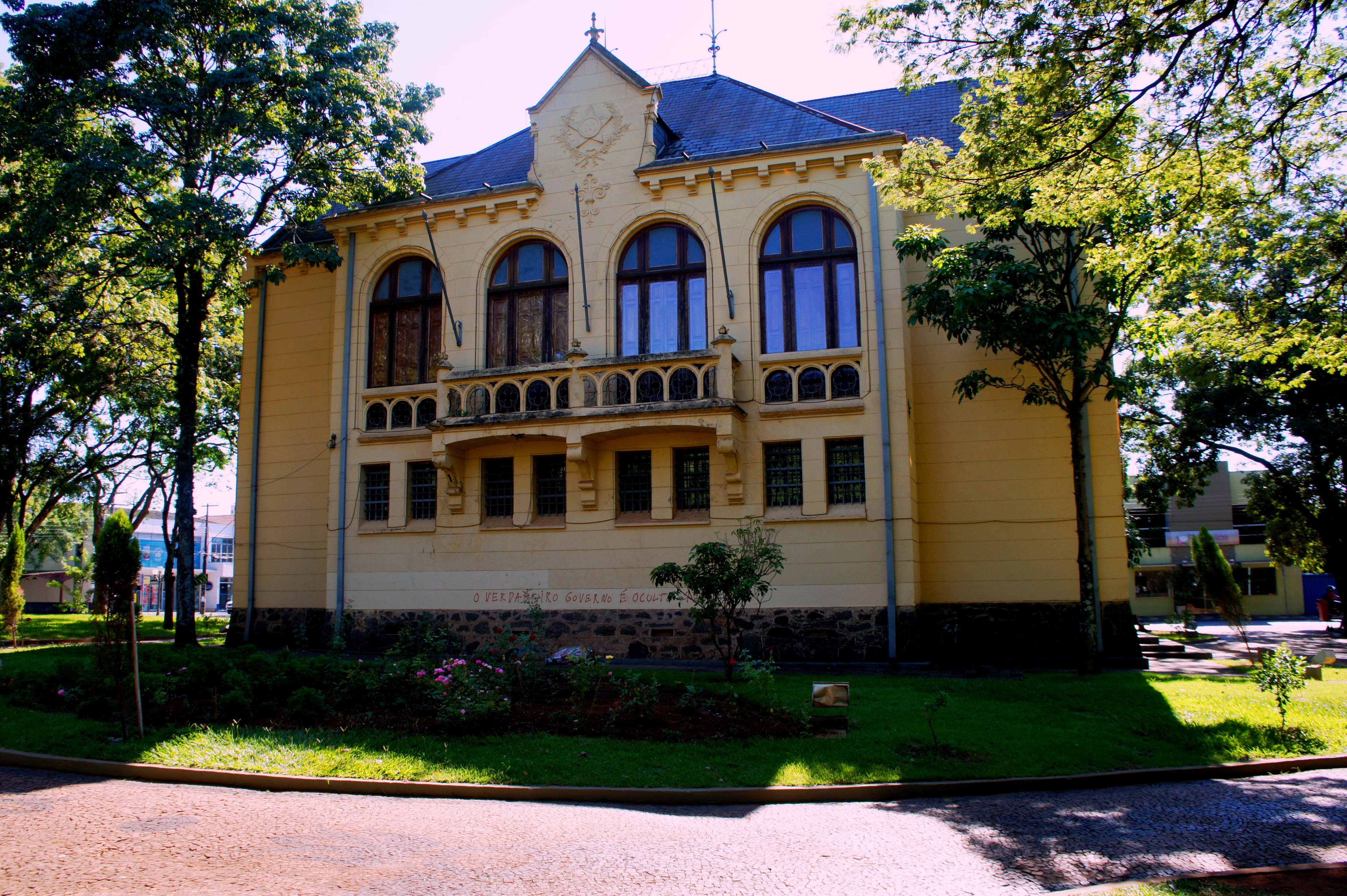
Casa da Cultura.

Obra do renomado arquiteto francês Victor Dubugras, foi inaugurada em 1896 para abrigar o fórum e a cadeia pública, além de ter funcionado em suas dependências a Câmara Municipal até 1916.
Foi tombado pelo Condephaat – Conselho de Defesa do Patrimônio Histórico do Estado de São Paulo em 1977, que em 1979 cedeu o imóvel ao município para a instalação da Casa da Cultura, cujo nome homenageia o artista ararense, Emílio Silvestre Wolff.
Hoje o prédio oferece à população aulas de violino, piano, violão, viola caipira e canto, além de abrigar um acervo de mais de 300 quadros, gravuras e esculturas.

### Esportes

#### Futebol
O União São João Esporte Clube é o clube de futebol que representa a cidade de Araras, sendo fundado em 1981. Foi campeão brasileiro das Séries B e C, e disputou a Série A do Campeonato Brasileiro por vários anos. O clube revelou jogadores famosos como Roberto Carlos, campeão mundial com a Seleção Brasileira em 2002, e Velloso, entre outros.

## Religião
O Cristianismo se faz presente na cidade da seguinte forma:

### Igreja Católica

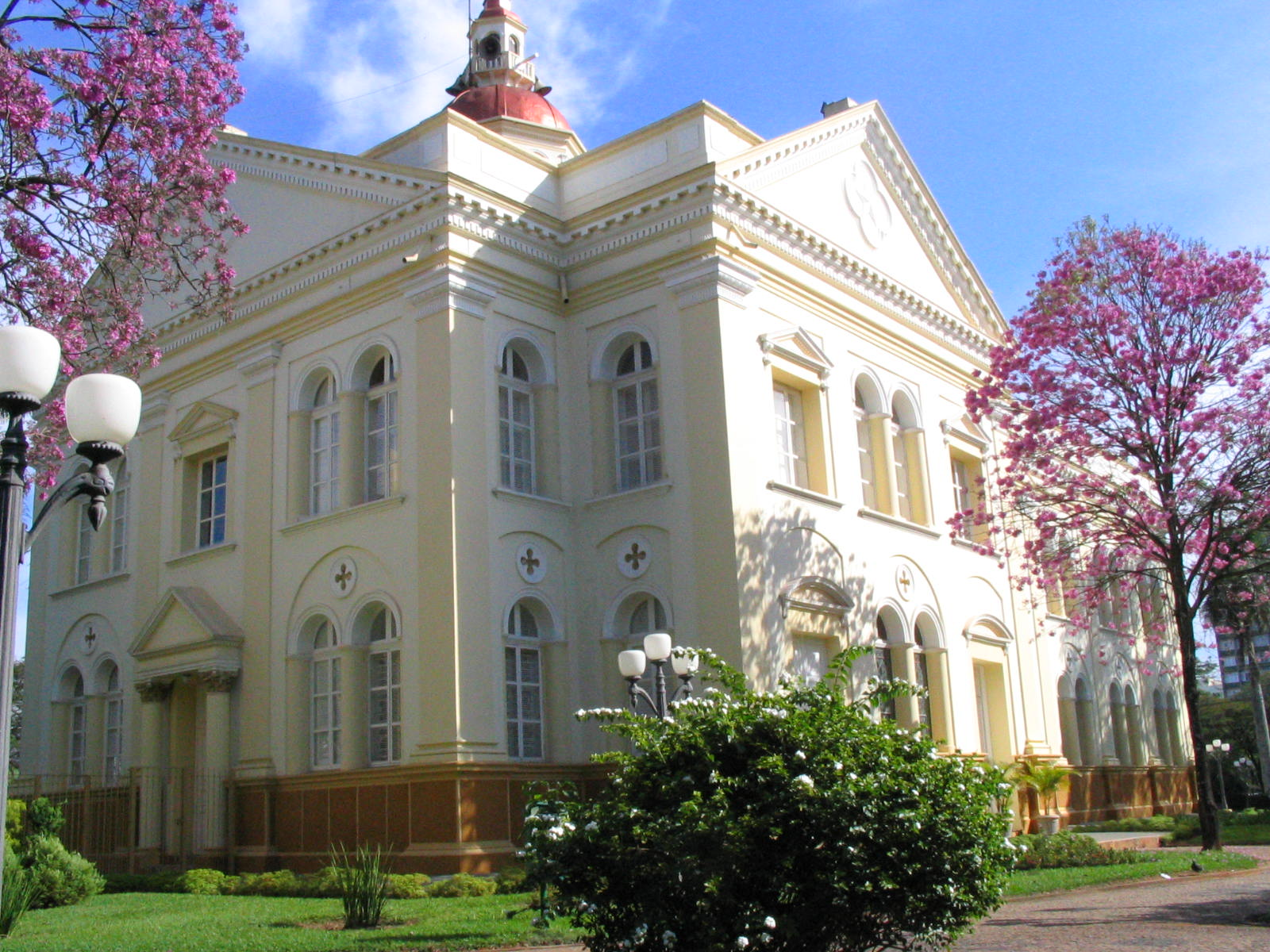
Basílica Nossa Senhora do Patrocínio.

Araras faz parte da Diocese de Limeira. A padroeira do município é Nossa Senhora do Patrocínio, cuja festa se celebra no dia 15 de agosto e é feriado municipal, sendo a mesma da comemoração do aniversário de fundação da cidade. Possui as seguintes paróquias:
- Basílica de Nossa Senhora do Patrocínio
- Paróquia Nossa Senhora Aparecida
- Paróquia Nossa Senhora de Fátima
- Paróquia São Benedito
- Paróquia São Francisco de Assis
- Paróquia Bom Jesus
- Paróquia São Judas Tadeu
- Paróquia Nossa Senhora das Graças
- Paróquia Santa Teresinha do Menino Jesus
- Quase-paróquia Nossa Senhora de Lourdes

### Igrejas Evangélicas

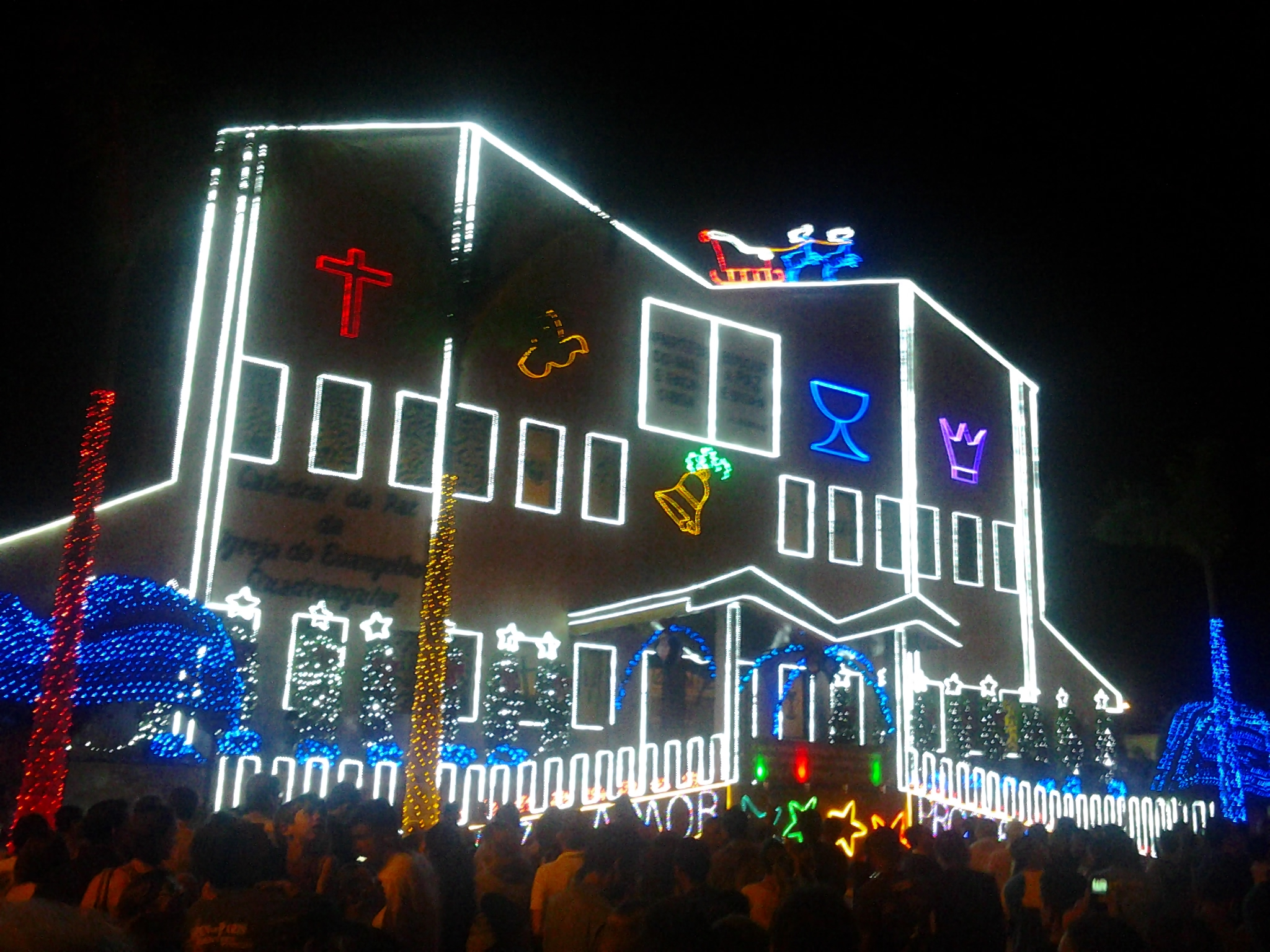
Igreja do Evangelho Quadrangular de Araras.

Entre as igrejas protestantes históricas, pentecostais e neopentecostais, encontram-se na cidade:
- Assembleia de Deus Ministério do Belém.[54][55]
- Congregação Cristã no Brasil.[56]
- Primeira Igreja Batista.[57]
- Igreja do Evangelho Quadrangular.[58]
- Igreja Presbiteriana.
- Igreja Universal do Reino de Deus.
- Igreja Adventista do Sétimo Dia.
- Igreja Mundial do Poder de Deus.
- Igreja Apostólica Plenitude do Trono de Deus.
- Igreja Pentecostal Deus é Amor.
- Igreja de Cristo Pentecostal No Brasil.